# Halina Nowosad
Halina Nowosad (ur. 31 marca 1910 w Łomży, zm. 3 listopada 1984 w Warszawie) – polska nauczycielka, propagatorka kultury Kurpiów Puszczy Zielonej.

## Życiorys
Była córką Aleksandra i Zofii z Purwinów małżonków Dodów. Z mężem Kazimierzem Nowosadem miała dwóch synów.
Pracowała jako nauczycielka w szkołach podstawowych na terenie Puszczy Zielonej (powiat kolneński i łomżyński). Z Kurpi Zielonych pochodzili jej dziadkowie, dlatego znała gwarę, zwyczaje, obrzędy, folklor muzyczny i taneczny oraz sztukę regionu. Prowadziła kursy dla analfabetów, zakładała wiejskie zespoły amatorskie.
W czasie II wojny światowej należała do Armii Krajowej.
Po 1945 była kierowniczką Oddziału Upowszechniania Kultury Powiatowej Rady Narodowej w Ostrołęce. W 1948 w Kadzidle organizowała pierwszy konkurs na sztukę ludową Kurpiów Puszczy Zielonej. Była współorganizatorką krajowych i zagranicznych wystaw oraz konkursów i imprez folklorystycznych, autorką katalogów wystaw sztuki ludowej. Współpracowała z Tadeuszem Sygietyńskim w ramach pierwszego repertuaru „Mazowsza”, który obejmował m.in. Kurpie Zielone. Zespołom kurpiowskim pomagała opracować stroje i rekwizyty. Szczególnie zasłużyła się przy powstaniu zespołu „Kurpianka” z Kadzidła.
Należała do Związku Teatru Ludowych, Polskiego Towarzystwa Ludoznawczego (oddział warszawski), Towarzystwa Miłośników Ziemi Ostrołęckiej, Polskiego Komitetu Pomocy Społecznej.
W latach 1954–1963 pracowała w Wydziale Sztuki Ludowej Centralnego Zarządu Sztuk Plastycznych i Wystaw w Ministerstwie Kultury i Sztuki.
Otrzymała Nagrodę Kolberga (1984), Srebrny Krzyż Zasługi, Złoty Krzyż Zasługi, Medal 30-lecia PRL, Odznakę „Zasłużony Działacz Kultury”.
Spoczywa na Cmentarzu Powązkowskim w Warszawie.